# Port lotniczy Phnum Tbeng Meanchey
Port lotniczy Phnum Tbeng Meanchey (IATA: OMY) – port lotniczy położony w Phnum Tbeng Meanchey, w prowincji Preah Vihear w Kambodży. Obsługuje głównie loty czarterowe.